# 張紹林
張紹林（1949年11月30日—），男，河北邯郸人，中國導演，中國電視劇製作中心一級導演。

## 代表作

### 電視劇
- 三國演義
  - 第四部：南征北戰 64-77集
- 水滸傳

## 外部連結
- 張紹林在豆瓣上的资料（简体中文）
- 張紹林在互联网电影资料库（IMDb）上的資料（英文）
- 張紹林在1905电影网上的简介（简体中文）